# 앤드루 제이미턴
앤드루 랭 제이미턴(영어: Andrew Lang Jameton, 1943년 3월 31일~2022년 11월 30일)은 미국의 윤리학자이다. 도덕적 고뇌 개념을 처음으로 제안하였다.

## 일생
1965년 하버드 대학교에서 심리학 전공으로 졸업하였다. 1972년 워싱턴 대학교 철학 박사 학위를 취득하였다. 1984년 네브래스카 대학교 메디컬 센터의 교수로 부임하였다. 2016년 미네소타 대학교의 생명윤리센터의 객원 연구원으로 초빙되었다.

## 연구 분야
제이미턴은 간호학, 의학, 보건학 분야에 적용되는 윤리에 대해 연구한다. 의료 현장, 특히 간호윤리에서 중요하게 다뤄지는 도덕적 고뇌 개념을 처음 제안하였다. 이 외에 환경 보건, 특히 기후 변화의 윤리적 함의와 지속가능한 발전 개념을 적용한 의학 및 보건의료체계 확립 등에도 기여하였다.

## 주요 저서
- Jameton, Andrew. (1984) Nursing Practice: The Ethical Issues, Prentice-Hall. ISBN 9780136274483
- Pierce, Jessica; Jameton, Andrew. (2004) The Ethics of Environmentally Responsible Health Care, Oxford University Press. ISBN 9780195139037

## 같이 보기
- 딜레마
- 환경 보건
- 지구 보건
- 자원 배분
- 환경경제학